# Episulfide

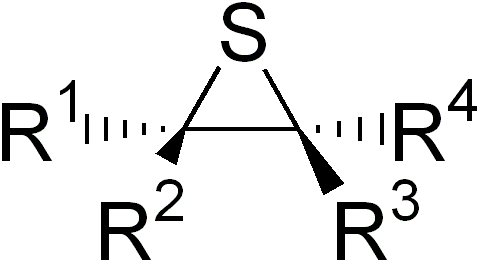
Structuurformule van episulfide.

Een episulfide is in de organische chemie een functionele groep of stofklasse, die gekenmerkt wordt door een verzadigde heterocyclische verbinding, bestaande uit 2 koolstofatomen en 1 zwavelatoom. De structuur is afgeleid van thiiraan.